# Улица Шумкина
Улица Шумкина находится в районе Сокольники Восточного административного округа города Москвы. Находится между улицей Сокольнический Вал и Старослободской улицей. Имеет длину 0,75 км.

## История
Первоначально носила название Митьковская улица — по фамилии домовладельца XVIII века Митькова, по земле которого была проложена улица и построена ныне существующая железнодорожная станция Москва-Товарная. В начале XIX века, здесь же, неподалёку, на берегу реки Рыбинки была дача графа Ф. В. Ростопчина, купленная им у графа Брюса. Позже, дача стала принадлежать Митькову.
В середине XIX века носила название Большой Проезжий переулок.
Названа 5 ноября 1957 года, к 40-летию Октябрьской революции, в честь революционера Василия Григорьевича Шумкина (1877—1931). Шумкин в декабре 1905 года был начальником боевой дружины завода Гужона, а в октябре 1917 года — одним из руководителей Красной гвардии Сокольнического района.

## Примечательные здания и сооружения
По чётной стороне:
- № 16 — Сторожка деревянной дачи в Сокольниках (конец XIX века).
- № 16 — (№ 16 стр. 1, 3, 8) Ансамбль из трёх деревянных домов кон. XIX в. (№ 16, стр. 1) построен в 1901 году по проекту архитектора В. А. Рудановского. В середине 1990-х годов один из домов был снесён. На месте двух других возведены копии, обшитые деревом «под старину».